# Evangelische Kirche (Gundernhausen)

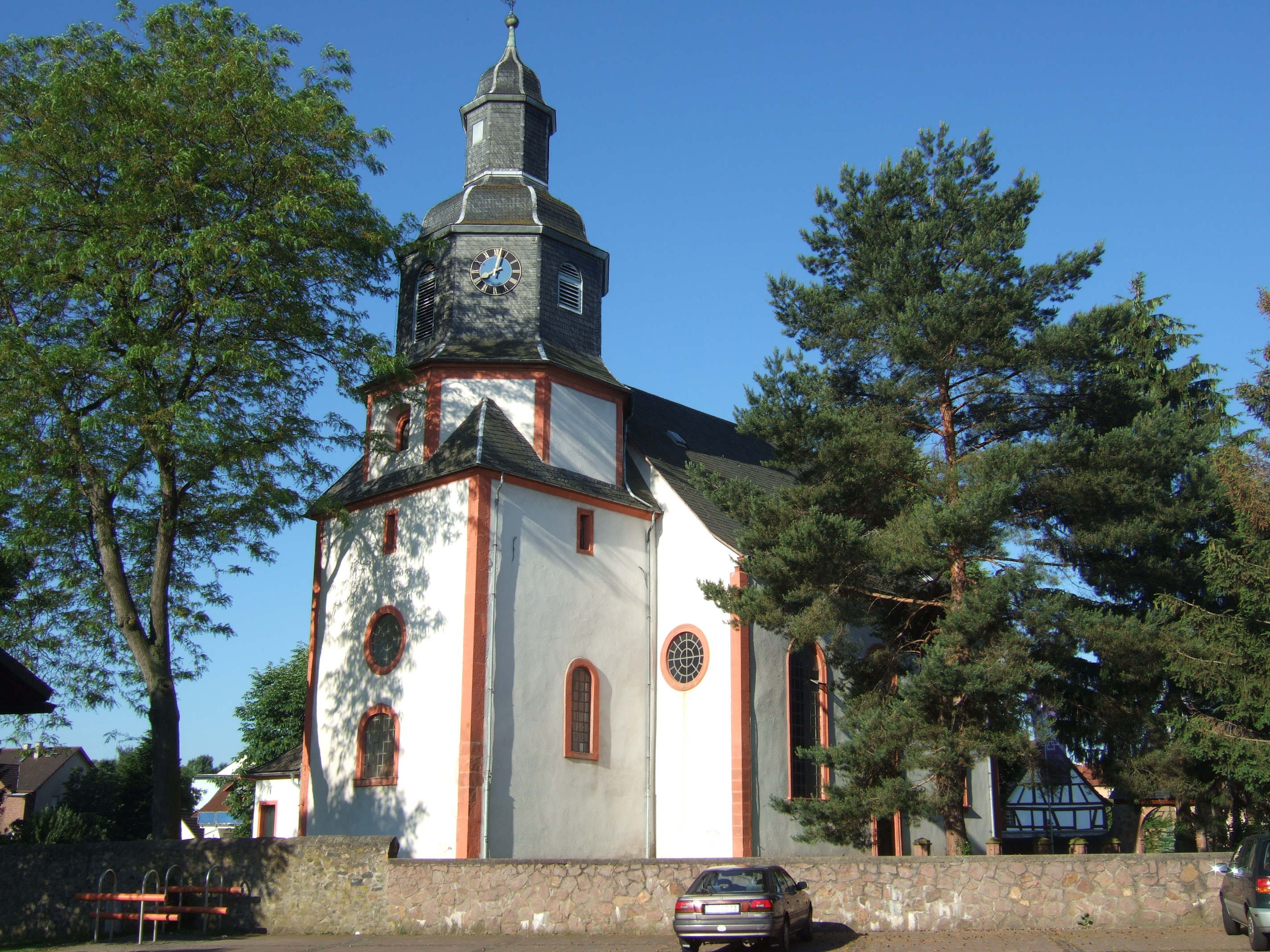
Evangelische Kirche in Gundernhausen

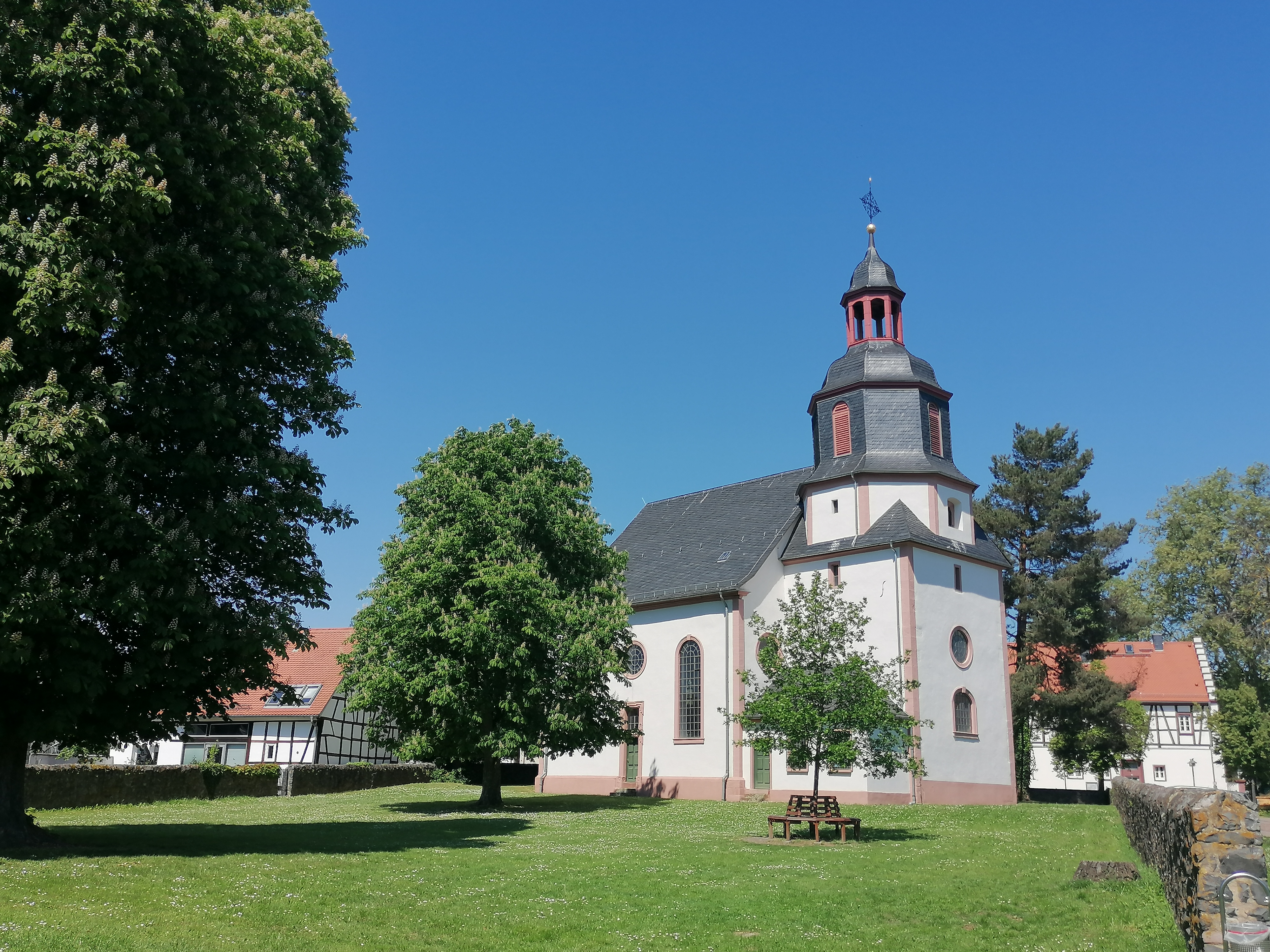
Gundernhäuser Kirche im Mai 2024 – im Vordergrund die 2017 gepflanzte Luthereiche mit "Baumelbank".

Die Evangelische Kirche Gundernhausen ist ein denkmalgeschütztes Kirchengebäude in Gundernhausen, einem Ortsteil der Gemeinde Roßdorf im Landkreis Darmstadt-Dieburg in Hessen. Die Kirchengemeinde gehört zum Dekanat Darmstadt in der Propstei Starkenburg der Evangelischen Kirche in Hessen und Nassau.

## Beschreibung
Die Ersterwähnung eines Geistlichen in Gundershausen stammt von 1425. Eine Kirche bestand zu diesem Zeitpunkt bereits, von der die unteren Geschosse des Chorturms im Osten aus dem 14. Jahrhundert erhalten sind. 1526 wurde die Reformation in Hessen eingeführt. Eine eigenständige Pfarrei wurde die Gundershausen erst 1576.
Das breitere Kirchenschiff mit einem dreiseitigen Abschluss im Westen wurde 1747–50 unter Leitung des Pastors Johann Conrad Lichtenberg gebaut. Gleichzeitig erhielt der Kirchturm ein eingezogenes achteckiges Geschoss, auf dem ein weiteres schiefergedecktes Geschoss sitzt, das die Turmuhr und hinter den Klangarkaden den Glockenstuhl mit einer Kirchenglocke von 1520 beherbergt. Darauf sitzt eine glockenförmige Haube, die mit einer Laterne bekrönt ist. Der Innenraum hat nach Westen dreiseitig umlaufende Emporen. 
Im Osten befindet sich eine Empore, auf der die Orgel steht. Sie hat 9 Register, ein Manual und ein Pedal und wurde 1749 von Johann Christian Köhler gebaut. Sie wurde 1852 durch eine Orgel von Georg Christian Rothermel ersetzt. Die Kanzel steht im Osten an der südlichen Wand des Kirchenschiffs. Ihr Schalldeckel ist mit Voluten verziert.
2015/16 wurde das Kirchendach restauriert und im Zuge dessen entdeckt, dass die Turmspitze ursprünglich einmal offen gestaltet war. Daher wurde dies bei der Renovierung berücksichtigt und der Turm sind seitdem anders aus. Auch der Kirchturmhahn wurde parallel restauriert.

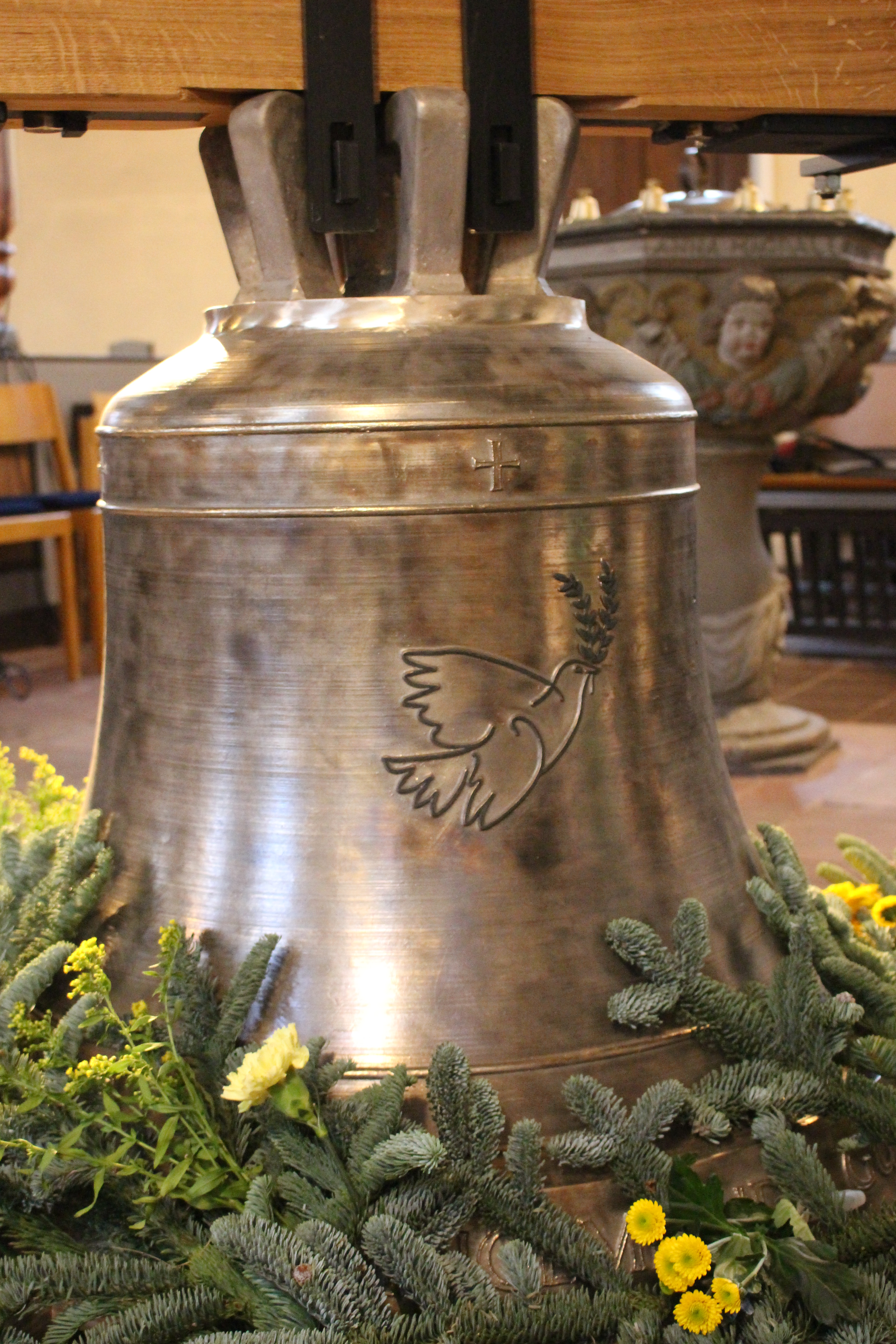
Neue Glocke (2023)

Seit 2023 gibt es eine dritte Glocke in der Kirche. Da ein dritter Glockenstuhl bereits vorhanden war und die 1520 gegossene „St. Anna“-Glocke mittlerweile über 500 Jahre zählte, wurde die Anschaffung einer dritten Glocke vom Kirchenvorstand beschlossen. Am 22. September 2023 reisten Bürgerinnen und Bürger aus Gundernhausen nach Sinn im Lahn-Dill-Kreis zur seit 1590 bestehenden Glocken- und Kunstgießerei Rincker, um dem Guss der dritten Glocke für die Kirche in Gundernhausen beizuwohnen. Am 9. Oktober 2023 wurde die Glocke vor Ort „ausgepackt“, am 29. Oktober in einem Festgottesdienst in der Gundernhäuser Kirche begrüßt und schließlich am 27. November 2023 per Kran in den Kirchturm verbracht.